# Itiúba
Itiúba este un oraș în statul Bahia (BA) din Brazilia.